# Warszówka (potok)
Warszówka – potok o długości ok. 1 km w północno-zachodniej Polsce, w województwie zachodniopomorskim w granicach administracyjnych Szczecina.
Potok bierze swój początek na podmokłych łąkach na wschód od osiedla Osów, w północnej części szczecińskiego Warszewa. Początkowo płynie kilkoma ciekami, które łączą się w potok powyżej ul. Wikingów. Warszówka płynie w kierunku południowym, po przepłynięciu pod ul. Chmurną uchodzi do Warszewca.